# 塞文河
塞文河（英語：River Severn；威爾斯語：Afon Hafren）是大不列顛最長的河流，長約354公里。發源於威爾斯普林利蒙海拔610公尺坎布里安山脉东麓一帶的山区；河道經過的主要城鎮包括舒茲伯利、伍斯特以及格洛斯特等；注入布里斯托尔湾，下游有长约80公里的三角湾。由河口上溯可通航约80公里。

## 語源學
“Severn”之名可能來自凱爾特語“*sabrinn-â” ，意思是“夏季休耕地”。除去英語名外，在其他語言中，塞文河的寫法也各不相同，例如威爾士語寫作“Hafren”。後世有神話稱其名是來自一位叫做塞布麗娜（Sabrina）的寧芙，後者在這條河溺亡。此外塞布麗娜也是凱爾特神話中一名女神的名字。約翰·彌爾頓在《科莫斯》一書中提到過這個故事。

## 外部連結
- Tales of the River Severn （页面存档备份，存于） From source to sea along Britain's longest river
- Portishead and Bristol Lifeboat （页面存档备份，存于）
- ITV Local footage （页面存档备份，存于） ITV's Keith Wilkinson and Jennifer Binns canoe the Severn
- The Severn Bore （页面存档备份，存于）
- Environment Agency - Severn Bore and Trent Aegir
- Surfing The Severn Bore note warning in text from Gloucester Harbour Trustees
- Woodend, a hamlet washed away by the River Severn （页面存档备份，存于）